# 奈良市警察
奈良市警察（ならしけいさつ）は、かつて存在した奈良県奈良市の自治体警察。

## 概要
従来の奈良県警察部が解体され、1948年（昭和23年）3月7日に奈良市警察署が設置された。1949年（昭和24年）2月に奈良市の警察音楽隊である「奈良市警察音楽団」が結成された。
1954年（昭和29年）に新警察法が公布された。これにより国家地方警察と自治体警察が廃止され、新たに都道府県警察として奈良県警察本部が発足。奈良市警察も奈良県警察に統合され、姿を消した。